# Вуглистий сланець
Вугли́стий сла́нець (рос. углистый сланец, англ. coal shale, carbon shale, нім. Kohlenschiefer m) — ущільнена сланцева глиниста гірська порода чорного кольору збагачена вуглистою речовиною.
Домішки: кварц, слюда. Часто зустрічається серед сильно метаморфізованих вуглистих товщ.

## Співвідношення горючих і вуглистих сланців
Під сланцями взагалі (як горючими, так і вуглистими) розуміють такі викопні матеріали, в яких разом з органічними речовинами міститься велика кількість мінеральних речовин (умовно понад 40%). Термін «горючі сланці» прийнято поширювати на сланці з органічною масою (тобто з керогеном) лише сапропелевої природи. Високозольні ТГК з органічною масою гумусної природи називають звичайно «вуглистими сланцями». Слід враховувати, що за характером органічної маси в природі зустрічаються сланці як гумусного і сапропелевого, так і ліптобіолітового, а також змішаного походження.
Відмітною ознакою всіх горючих (і вуглистих) сланців у зв’язку з великою їх зольністю є висока дійсна густина (d > 2,0 • 103 кг/м3). Залежно від переважання в них мінеральних речовин, сланці забарвлені в різний колір – темно-сірий, жовтий, коричневий і чорний. В грудках всі сланці є досить твердими і щільними утвореннями, що іноді розшаровуються на плитки. Горючі сланці, крім того, легко спалахують і горять полум’ям, що коптить.
Численними дослідженнями уточнена природа керогену різних родовищ горючих сланців, причому було встановлено, що ленінградські і естонські сланці належать в основному до сапропелевих; волзькі горючі сланці за походженням виявилися змішаними з переважанням сапропелітових речовин над гумусними.